# Hanna Kucenko
Hanna Kucenko (ukr. Ганна Куценко, ur. 5 grudnia 1988 r. w Dniepropetrowsku) – ukraińska wioślarka.

## Osiągnięcia
- Mistrzostwa Świata U-23 – Račice 2009 – czwórka podwójna – 1. miejsce[1].
- Mistrzostwa Europy – Brześć 2009 – ósemka – 3. miejsce[1].